# Rudolf Schulten
Rudolf Schulten (Südlohn, 16 de agosto de 1923 — Aachen, 27 de abril de 1996)
 foi um físico alemão.
Foi professor da Universidade Técnica de Aachen, projetista do reator de leito de esferas. 